# Касугај
Касугај (јап. 春日井市) град је у Јапану у префектури Аичи. Према попису становништва из 2005. у граду је живело 295.795 становника.

## Становништво
Према подацима са пописа, у граду је 2005. године живело 295.795 становника.
| 1995.   | 2000.   | 2005.   |
| ------- | ------- | ------- |
| 277.589 | 287.623 | 295.795 |